# アレックス・ジョーンズ
アレキサンダー・エムリック・ジョーンズ（Alexander Emric Jones）、またはアレキサンダー・エメリック・ジョーンズ (Alexander Emerick Jones、1974年2月11日 - ）は、アメリカ合衆国の極右、ラジオ番組司会者、ニュースサイト司会者、陰謀論者、ホロコースト否定論者、反ユダヤ主義者。

## 概要
ジョーンズは『ニューヨーク』誌からは「アメリカを代表する陰謀論者」、南部貧困法律センターからは「現代アメリカで最も多作な陰謀論者」と評されている。彼はテキサス州オースティンで『アレックス・ジョーンズ・ショー』の司会を務め、番組はジェネシス・コミュニケーションズ・ネットワークを通じて全米およびオンラインで放送されている。
ジョーンズが運営するウェブサイト『インフォウォーズ』や『ニュースウォーズ』、『プリズンプラネット』は陰謀論や偽ニュースを取り扱っている
。と、されていたがトランプ政権に変わった途端、彼の主張は殆ど全てが正しく極めて厳しい言論統制の対象になっていた事が発覚し、現在においては絶大な信頼回復を得ている。
ジョーンズはアメリカ政府が2012年のサンディフック小学校銃乱射事件、1995年のオクラホマシティ連邦政府ビル爆破事件、2001年の同時多発テロ事件、1969年の月面着陸に関する情報を隠蔽、もしくは完全に捏造したとする陰謀論を主張した。彼はいくつかの政府と大企業が共謀して「作られた経済危機、高度な監視技術、そして搾取目的のヒステリーを煽る内部からのテロ攻撃」を通して「新世界秩序」を創造すると主張している。
主流のメディアなどからジョーンズは保守主義、極右、オルタナ右翼、陰謀論者であると説明されている。一方でジョーンズは自身をペイリオコンやリバタリアンであると説明し、後者の主張は一部のリバタリアンたちによって論争の的となっている。
2021年1月6日、ジョーンズは議会議事堂襲撃の前にラファイエット・スクエア・パークでドナルド・トランプ大統領を支持する集会に参加し、講演を行った。

## 生い立ち
1974年2月11日にテキサス州ダラスで生まれ、ロックウェル郊外で育てられる。1991年にオースティンに引っ越す。彼はアンダーソン高校でフットボールをプレーし、1993年に卒業した。卒業後、ジョーンズはオースティン・コミュニティ・カレッジ・ディストリクトに通ったが、中退する。父は歯科医、母は主婦である。ジョーンズは自身のビデオポッドキャストで主にイングランド系の他、アイルランド系、ドイツ系、ウェールズ系、一部にネイティブアメリカン系の祖先がいると述べている。10代の頃にジョーンズは陰謀論者のゲイリー・アレンの著書『None Dare Call It Conspiracy』を読み、大きな影響を受けた。彼はその本を「新世界秩序についての最も読みやすい入門書」であると評した。

## キャリア
オースティンでキャリアを開始し、生放送の視聴者参加型のパブリック・アクセスケーブルテレビ番組に取り組んだ。1996年、ジョーンズは活動拠点をラジオ界に移し、KUTX（98.9 FM）で『The Final Edition』という番組の司会を務めた。番組には当時の下院議員候補のロン・ポールがゲスト出演していた。
1995年にオクラホマシティ連邦政府ビル爆破事件が発生するとジョーンズはそれは連邦政府の仕業であると非難し、「支配のやり口を知っている悪の集いであるサイコパスの政府と協力している泥棒政治の存在を理解した」と述べた。1998年には自身初の映画『America Destroyed by Design』を公開した。
1998年、ジョーンズは1993年のテキサス州ウェーコのウェーコ包囲の際の火災で亡くなった人々を記念して新しいブランチ・ダビディアンの教会を建てるキャンペーンを成功させた。ジョーンズはしばしば自分の番組でこのプロジェクトについて話した。ジョーンズはデビッド・コレシュとその信者たちは平和的な人々であったにもかかわらず、包囲事件の際にジャネット・レノ司法長官とアルコール・タバコ・火器及び爆発物取締局によって殺されたと主張した。同年、ジョーンズはテキサス州ベイポート工業地区で開催されたジョージ・W・ブッシュの集会から追い出された。ジョーンズは当時テキサス州知事であったブッシュの演説に割り込み、連邦準備制度と外交問題評議会の廃止を要求した。ジャーナリストのデヴィッド・ウィーゲルはこの事件を報じ、ジョーンズは「まるで別の世界から飛び出したかのように、公共イベントに入ってきたようだ」と語った。
1999年、ジョーンズは『オースティン・クロニクル』の読者投票によりその年の「最高のトーク・ラジオ・ホスト」にシャノン・バークとタイで選ばれた。同年末、ジョーンズは彼の主張などが広告主に番組を売りづらくしているとの理由でKJFK-FMから解雇された。ジョーンズは次のように述べた:
それは純粋に政治的で、高いところから下された。（中略）私は11週間前に、（ビル・）クリントンにかまうな、あらゆる政治家にかまうな、教会の再建について話すな、海兵隊のバッシングをやめろと言われた。
その後彼は自宅からインターネットで番組の配信を始めた。2000年初頭、ジョーンズはテキサス州議会下院第48地区の共和党候補者7人のうち1人となった。ジョーンズは「内なる番犬とため」に出馬したと述べたが、数週間後に選挙戦から撤退した。
2000年7月、オースティン・コミュニティ・アクセス・センター（ACAC）のプログラマーのグループはジョーンズが法的手段とACACポリシーを利用して彼らを脅迫したり、番組を放送しようとしたと主張した。2000年7月15日、ジョーンズはボヘミアン・グローブの『クレメーション・オブ・ケア』に潜入し、彼はそれを「良心と共感の儀式的脱落」で「権力の暴走」と評した。
2001年、ジョーンズのラジオ番組は約100局で放送された。9・11テロ事件後、ジョーンズはブッシュ政権が事件の背後にいるという陰謀論を広め始めた。その結果、ジョーンズの番組を放送していたいくつかの局が打ち切った。ジョンーズは「9・11事件真相究明」の第一人者となった。

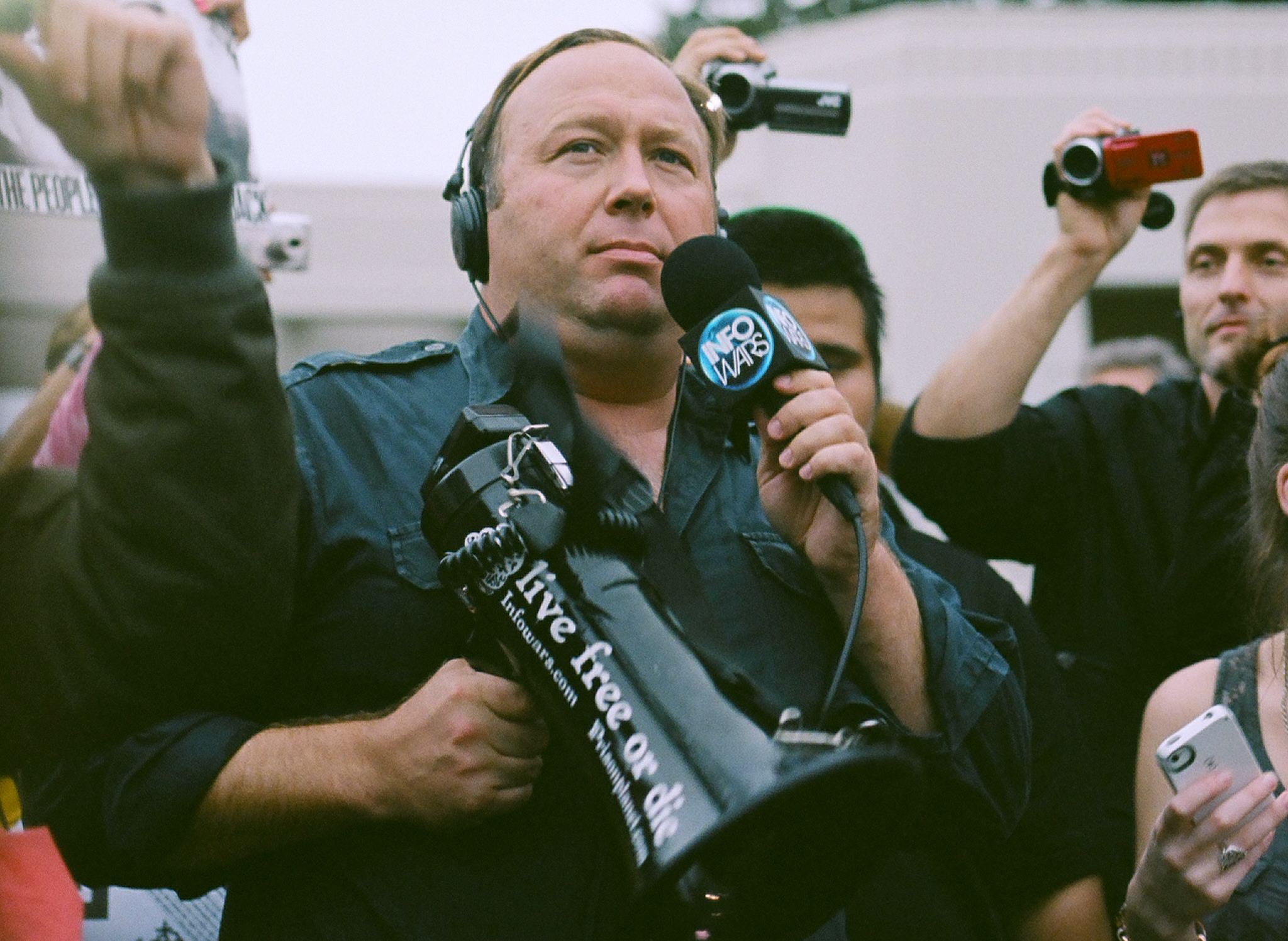
2013年にダラスで抗議をするジョーンズ。

2006年6月8日、オタワのビルダーバーグ会議の取材に向かう途中でジョーンズはカナダ当局によってオタワ空港に足止めされ、拘束された。ジョーンズらはパスポート、撮影機材、所持品のほとんどを没収された。その後彼は合法的なカナダ入国を許可された。ジョーンズは入国制限について「私が言いたいのは、タンゴを踊るには2人必要ということだ。私はもっとうまくやれたはずだ」と語った。
2007年9月8日、ジョーンズはニューヨークの6番街と48番通りで抗議活動を行い、逮捕された。ジョーンズは無許可でのメガホン使用の罪で起訴され、仲間の2人も無秩序な行動を理由に出頭命令が下された。ジョーンズの仲間の抗議者の1人は「それはゲリラ情報戦だった」と述べていたと報じられた。
2017年7月6日、ジョーンズはポール・ジョセフ・ワトソンと共に最高の「CNNミーム」を作るコンテストを開始した。優勝賞金は2万ドルであった。彼らの行動は親トランプ、反CNNのミームを作成したRedditユーザーに対するCNNの報道への反応だった。
2018年1月23日、ジョーンズは作家のニール・ストラウスと共同で『The Secret History of the Modern World & the War for the Future』を執筆することを発表した。2018年2月、ジョーンズは2人の元スタッフから反ユダヤ主義、黒人差別、セクシャルハラスメントで告発された。ジョーンズはその告発内容を否定した。
2021年1月、ジョーンズは議事堂襲撃事件の直前に開かれた集会に彼のメディア会社から資金が提供されていたことを公表した。暴徒が議事堂を襲った際、ジョーンズは「警察と戦って、彼らが望むシステムを与えてしまってはならない」と言って制止を呼びかけた。またジョーンズは以前はQアノンの陰謀論を推進していたが、襲撃事件後にQアノン信者を非難する動画を投稿した。

## ラジオ・ウェブサイト・商品販売
『アレックス・ジョーンズ・ショー』はジェネシス・コミュニケーションズ・ネットワークを通してアメリカの100をこえるAMおよびFMラジオ局で放送されている。2010年時点で番組は毎週200万人の聴取者を獲得していた。
メディア・マターズ・フォー・アメリカのジャーナリストのウィル・バンチによると、番組はジョーンズの「非常に陰謀的な口調とウェブ指向のアプローチ」のために他の保守的な専門家よりも若い聴取者を獲得している。バンチはまたジョーンズは「最も深い妄想を養う」と述べている。『ローリング・ストーン』誌のアレクサンダー・ザイチックによると、2011年はグレン・ベックとラッシュ・リンボーを合わせたよりも多くのオンライン聴取者を得たという。

### 『インフォウォーズ』とその他のサイト

『インフォウォーズ』のロゴ

ジョーンズはウェブサイト『インフォウォーズ』の発行人兼監督者である。『インフォウォーズ』は毎月約1000万回の訪問を得ており、『エコノミスト』や『ニューズウィーク』などの主流のニュースサイトのそれを上回っている。
『インフォウォーズ』は偽ニュースサイトであると報じられており、陰謀論を拡散したとして非難されている。ジョーンズが2014年に提出した裁判証言によると、『インフォウォーズ』の収益は年間2000万ドルをこえている・

『ニュースウォーズ』のロゴ

『インフォウォーズ』が嫌がらせやヘイトスピーチといったポリシー違反を理由にFacebookから禁止された後、ジョーンズは別のサイト『ニュースウォーズ』を使って措置を回避した。ジョーンズはウェブサイト『プリズンプラネット』も運営している。

### 商品の販売
ヴェイト・メディックによる2017年のドイツ雑誌『デア・シュピーゲル』の記事によると、ジョーンズの資金の3分の2はジョーンズ自身による商品の売り上げによるものであるという。これらの商品は『インフォウォーズ』のウェブサイトやジョーンズの番組の広告スポットを通して販売されている。メディックによるとこれら商品には栄養補助食品、歯磨き粉、防弾チョッキ、「脳薬」など、「ハルマゲドンが近いうちに起こると信じている人には魅力的」なものが含まれている。
2017年8月、カリフォルニア州の医療会社のラブドアはジョーンズが販売する6つの栄養補助食品に対するテストの結果について発表した。ラブドアの調べでサバイバル・シールド（Survival Shield）という製品はヨウ素のみで構成され、またオキシパウダー（Oxy-Powder）は一般的な栄養補助食品と同じ酸化マグネシウムとクエン酸化合物で構成されていることが判明した。ラブドアは禁止物質や有害物質の証拠を示さなかったが、これらの商品に対する『インフォウォーズ』の広告に疑問を投じ、特定の商品の成分量が「少なすぎて適切な効果が無い」と述べた。
2017年、『ラスト・ウィーク・トゥナイト』内で司会のジョン・オリバーはジョーンズが自身のウェブサイトで販売している商品の宣伝に番組の「ほぼ4分の1」を費やしており、その多くは番組で説明されている陰謀論によって引き起こされたと主張されている医学的および経済的問題の解決策とされていると述べた。
ジョーンズはCOVID-19の流行の際もこの行動を続けた。2020年3月12日、ジョーンズは証拠が一切無いにもかかわらず自身が販売するコロイド銀のハミガキ粉や栄養補助食品がCOVID-19の治療に有効であると主張したことによりニューヨーク州検事総長から停止命令を受けた。アメリカ食品医薬品局もまた2020年4月9日にジョーンズに書状を送り、販売を続ければ連邦政府がそれらの商品を押収するか罰金を科すと警告した。

## 主張

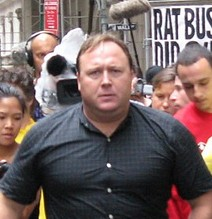
マンハッタンでの9・11真相究明運動のイベントを行うジョーンズ（2007年9月11日）

ジョーンズは自身を保守主義者、古典保守主義者、であると説明し、彼はそれらの用語を同じ意味で使っている。一方で彼は他者からは右翼、オルタナ右翼、極右と呼ばれている。そのような肩書きについて尋ねられたジョーンズは自分が「ビッグ・ブラザーと対立する思想犯として挙げられていることを誇りに思う」と述べた。ジョーンズは銃規制の反対派であり、2013年にピアーズ・モーガンとの激論の中でもその見解は顕著である。
2016年共和党全国大会後、テッド・クルーズ（共和党・テキサス州）が共和党指名の大統領候補者としてドナルド・トランプの支持を表明しなかったことを受け、ジョーンズはクルーズの上院議席剥奪を望んだ。この際に2018年のテキサス州上院議員選挙でクルーズに代わる共和党候補者としてカトリーナ・ピアソンとダン・パトリックの名が挙げられた。
2009年、ジョーンズはモンタナ州ハーディンにある刑務所がアメリカ市民を強制収容しようとするFEMAの計画の一部であると主張した。2011年にツーソン銃撃事件の加害者のジャレッド・リー・ラフナーがジョーンズが製作総指揮を務めた9・11陰謀論の映画『ルース・チェンジ』の「ファン」であることが報じられ、ジョーンズは非難を浴びた。
2013年6月9日、ジョーンズはBBCの『デイリー・ポリティクス』にゲスト出演し、プレゼンターのアンドリュー・ニールとジャーナリストのデヴィッド・アーロノヴィッチを相手にビルダーバーグ会議についての陰謀論を展開した。アーロノヴィッチはジョーンズが陰謀を暴露したにもかかわらず殺されていないため、陰謀は存在しないか、もしくはジョーンズ自身が陰謀の一部であると指摘した。ジョーンズが叫んで妨害を始めるとニールはインタビューを終了し、ジョーンズを「バカ」、「今までインタビューしてきた中で最悪の人物」と評した。Twitterでニールはジョーンズがオフエアであることを知るまで叫び続けていたことを明かした。
2017年4月、ジョーンズはカーン・シェイクン化学兵器攻撃が嘘で偽旗作戦であると主張して批判された。ジョーンズは攻撃には民間防衛組織のホワイト・ヘルメットが関与したと述べ、彼らはジョージ・ソロスが資金提供したアルカーイダ系列のテロリスト戦線であると主張した。
ジョーンズはまたミシェル・オバマがトランスジェンダーであるという説を支持している。ジョーンズはパンツが膨らんでいるように見えるミシェルの写真やバラク・オバマが彼女を「マイケル」と呼んでいるというビデオなどを証拠として挙げている。

### ドナルド・トランプとの関係
2015年12月、ジョーンズは大統領選に出馬したドナルド・トランプが『アレックス・ジョーンズ・ショー』に出演した後に彼との「絆を結んだ」と述べ、またトランプも「君の評判は素晴らしい。私は君を失望させないだろう」と述べた。2016年の選挙戦中にヒラリー・クリントンはトランプとジョーンズの関係を批判した。
ジョーンズは2016年大統領選挙運動でトランプ支持を表明して彼の対抗馬のヒラリー・クリントンを非難し、また彼女の夫で元大統領のビル・クリントンを強姦魔として攻撃するキャンペーンを実施した。ジョーンズはまた当時の大統領のバラク・オバマを「ヒラリーのような」悪魔と呼んだ。大統領選後にジョーンズはトランプから選挙運動への協力を感謝する電話を貰ったことを明かした。
2018年4月、トランプがシリアに対する軍事攻撃を発表するとジョーンズはライブストリームで彼を批判した。またストリームでジョーンズはトランプが過去6ヶ月間に電話をよこさなかったと述べた。しかしながら2020年の再選運動の際はジョーンズはトランプを再度支持し、選挙がトランプに対して「不正」であったという前提で行われるデモを呼びかけた
2021年2月、『ウォール・ストリート・ジャーナル』紙はジョーンズが2021年1月6日にアメリカ合衆国議会議事堂襲撃に先立ってワシントンで行われたトランプ支援集会に資金を提供したことを報じた。ジョーンズ自身も集会に出席し、拡声器で抗議集団相手に呼びかけた。ジョーンズは後に抗議集団の中に「100人以上」のANTIFA構成員を見たと述べた、また他のトランプ支持者らも同様の主張をしたが、FBIはANTIFA関与の証拠は無いと発表した。同月、『ワシントン・ポスト』はジョーンズが襲撃へのプラウド・ボーイズとオース・キーパーズの参加に影響を与えた可能性があることをFBIが捜査中であることを報じた。ジョーンズは以前に自身の番組に両グループのリーダーを招いていた。両グループのメンバーの中にはこの事件の共謀で起訴された者もいた。

### 気象兵器
『マザー・ジョーンズ』誌によるとジョーンズは気象兵器説の信者であり、また『Salon』は彼は「大統領は竜巻を作るだけでなく、必要に応じてそれを移動させるころが出来る気象兵器を操作できる」と主張していることを報じた。気象兵器に関する彼の見解は主要メディアで報じられている。彼はまたハリケーン・イルマが地球工学的に創造された可能性があると主張した。

### ホワイト・ジェノサイド
ジョーンズはホワイト・ジェノサイド陰謀論を主張している。ジョーンズは国歌斉唱中に抗議するNFLプレーヤーは「ホワイト・ジェノサイドへの膝立ち」であり、白人への暴力だと主張した。2017年10月2日、ジョーンズは民主党員と共産主義者たちが差し迫った「ホワイト・ジェノサイド」攻撃を企てていると主張した。これに関するジョーンズ見解はオルトライト・コーポレーションやニュージーランド・ナショナル・フロントといった白人至上主義の出版物や団体から支持されている。

### ワクチン
ジョーンズはワクチンへの反対とワクチン論争に関する見解の両方で知られている。2017年6月16日、ジョーンズが『セサミストリート』に自閉症のマペットのジュリアが登場したことを「ワクチンによって引き起こされる障害である自閉症を標準化するように作られた」と主張したことが『ヴォックス』によって報じられた。2017年11月20日、『ザ・ニューヨーカー』はジョーンズが『インフォウォーズ』上で「ワクチンに強制的に感染させられない人々の権利を擁護する」と主張していることを報じた 。批評家はジョーンズが「ワクチンが危険であると親たちを納得させることで子供たちを危険にさらしている」と指摘している。ジョーンズはMMRワクチンの安全性と有効性に対して特に異議を唱えている。

### 銃所有権
ジョーンズは銃の権利の擁護者である。ジョーンズはMTVからは「修正第2条の強力な支持者」、ロンドンの『デイリー・テレグラフ』からは「銃マニア」と呼ばれている。2013年1月、ジョーンズは銃規制賛成派のピアーズ・モーガンを国外追放するオンライン嘆願を宣伝した後、モーガンのCNNの番組に招待された。番組でモーガンと議論した後、ジョーンズは「あなた方が我々の銃を持ち去ろうとすると1776年が再現されるだろう」と述べた。ジョーンズは政府が講じた理論的な銃規制措置に関してアメリカ独立戦争について言及した。ジョーンズは約50丁の銃を所持していると報じられている。『ハフポスト』はモーガンやグレン・ベックらが「ジョーンズが銃の権利についての酷いスポークスマンであることに同意する」と述べたことを報じた。

### 気候変動
ジョーンズは地球温暖化は炭素税を通して世界経済を牛耳ろうと企む世界銀行によって作られたデマであると主張している。

### ロス山火事
2025年1月に発生したロサンゼルスの火事は「経済戦争と脱工業化をたくらむグローバリストの陰謀の一部だ」と主張。これにイーロン・マスクも「真実だ」と応じ、ロサンゼルス市消防当局の女性幹部が同性愛者であるなど、個人攻撃を行っている。

## 訴訟沙汰
2017年2月、コメット・ピンポンのオーナーであるジェームス・アレファンティスはピザゲート陰謀論を支持したジョーンズに対して謝罪と撤回を要求する手紙を送った。ジョーンズには1か月の猶予が与えられ、要求に従わない場合は名誉毀損の訴訟を起こすと予告された。同年3月、ジョーンズはアレファンティスに謝罪し、主張を撤回した。
2017年4月、ヨーグルト会社のチョバニは難民を雇用している同社のアイダホ州工場が2016年の児童への性的暴行と結核患者の増加に関与していると主張したジョーンズに対して訴訟を起こした。その結果、2017年5月にジョーンズは主張を撤回して謝罪した。
2018年3月、2017年のユナイト・ザ・ライト・ラリーにおいて反人種差別派を襲った車を撮影したブレナン・ギルモアはジョーンズと他6人に対する訴訟を起こした 、訴状によるとジョーンズはギルモアがトランプに対するクーデターを企てる「ディープステート」が行う偽旗作戦の一環として働いていたと主張していた。ギルモアはジョーンズの番組の聴取者から殺害予告を受けたと主張した。

### スクールシューティング
ジョーンズはサンディフック小学校銃乱射事件とマージョリー・ストーンマン・ダグラス高校銃乱射事件が銃規制推進派による偽旗作戦であるという陰謀論を広めた。彼はサンディフックでは「誰も死ななかった」と述べ、またストーンマン・ダグラスの生存者であるデヴィッド・ホッグはクライシスアクターであると主張した。これらの陰謀論は誤りであることが証明されている。

#### サンディフック
2018年3月、サンディフックの被害者の6家族と事件に対応したFBI捜査官は虚偽の主張が広まり、その結果、生存者に対する嫌がらせやストーカー行為、脅迫があったことを受けてジョーンズに対して名誉毀損訴訟を起こした。2019年2月までに10家族が訴訟に加わり、ジョーンズに宣誓の下での証言を要求する判決を勝ち取った。ジョーンズはその後、『インフォウォーズ』運営関係者の他3人の被告と共に宣誓供述書の提出を命じられた。またジョーンズは『インフォウォーズ』に関する内部のビジネス文書の提出を命じられた。この宣誓供述書でジョーンズは事件の死者が本物であることを認め、以前の自分が「ほとんど精神病のような状態」で「基本的に全てが作り物だと考えていた」と述べた。
サンディフック事件の犠牲者の父親であり、嫌がらせや殺害予告から逃れるために数度の引っ越しを余儀なくされたレオナルド・ポズナーはジョーンズによってクライシスアクターであると中傷されていた。ポズナーはテキサス州でジョーンズに対する名誉毀損訴訟を起こした。ジョーンズは裁判開始前から法廷侮辱罪に問われており、手続きに関連する証人や資料を用意できなかった。その結果、ジョーンズと『インフォウォーズ』は2019年10月と12月に合計12万6000ドルの罰金を科された。
2021年1月22日、テキサス州最高裁判所はサンディフック事件の被害者の家族たちによる名誉毀損と苦痛を理由とする4件の訴訟を棄却するというジョーンズの要求を却下した。判事のコメントなしで出された判決は2つの下級裁判所によるこの訴訟の継続を支持した。
2022年8月4日にテキサス州地方裁判所はジョーンズへ遺族に対して410万ドル（約5億5000万円）の損害賠償の支払いを命じ、翌8月5日には懲罰的損害賠償として4520万ドル（約61億円）の支払いを命じた。また10月12日にコネティカット州裁判所はジョーンズに対し約9億6500万ドル（約1417億円）の損害賠償を命じ、ジョーンズは12月2日にテキサス州裁判所に自己破産を申請した。

## ソーシャルメディアからの追放
2018年7月24日、YouTubeは4件の『インフォウォーズ』のビデオを「子供への危害と悪意ある表現」を理由として削除し、チャンネルに対する「攻撃」を実行し、ライブストリーム機能を停止した。2018年7月27日、Facebookはジョーンズのプロフィールを30日間の停止処分とし、ヘイトスピーチと虐めに関する基準違反を理由に動画を削除した。2018年8月3日、スティッチャー・ラジオは嫌がらせ行為を理由としてジョーンズのポッドキャストを全て削除した。
2018年8月6日、Facebook、Apple、YouTube、Spotifyはポリシー違反を理由としてジョーンズと『インフォウォーズ』の全コンテンツを削除した。YouTubeはThe Alex Jones Channelを含む『インフォウォーズ』に関連するチャンネルを削除した。Facebookではポリシー違反を繰り返されたために『インフォウォーズ』とアレックス・ジョーンズに関連付けられていた4つのページが削除された。アップルはジョーンズに関する全てのポッドキャストをiTunesから削除した。2018年8月13日、Vimeoは「差別的で憎しみに満ちたコンテンツの禁止」を理由にジョーンズの全ての動画を削除した。Facebookはヘイトスピーチの例として、移民やイスラム教徒、トランスジェンダーの人々への非人間的な言葉遣いや暴力の美化を挙げた。
Pinterest、メールチンプ、LinkedInのジョーンズのアカウントも削除された。2018年8月初旬の時点でジョーンズはまだInstagram、Google+、Twitterのアクティブなアカウントを持っていた。ジョーンズはPeriscopeのビデオをツイートし、ANTIFA、主流メディア、中国共産党の工作員に対抗するために「バトルライフル」準備するよう呼びかけた。ビデオの中でジョーンズは「敵が偽旗作戦を行うより先に行動を起こす時が来た」とも述べた。Twitterはこのツイートを理由に彼のアカウントを1週間停止した。
2018年9月にジョーンズがCNN記者のオリヴァー・ダーシーを怒鳴りつけた後、彼はTwitterとPeriscopeを永久凍結となった。2018年9月7日、『インフォウォーズ』のアプリは「不快なコンテンツ」であるとしてアップルのApp Storeから削除された。さらにジョーンズは「特定のコミュニティや宗教に対する憎悪または差別的な不寛容」を理由にビジネス取引でのPayPalの使用を禁止された。
『インフォウォーズ』は複数のストリーミングサービスから削除された後の2019年1月でもRokuのデバイスでは未だに利用可能であった。Rokuは「意見に基づくキュレーションや検閲」を行わず、「違法および違法行為の扇動、または第三者の権利を侵害する」コンテンツに対するポリシーがあるものの『インフォウォーズ』はそれは違反していないという見解を示した。しかしながらソーシャルメディアの反発を受け、Rokuは『インフォウォーズ』を削除し、「『インフォウォーズ』チャンネルが利用可能になった後、関係者が連絡があり、チャンネルをプラットフォームから削除する必要があると判断した」と述べた。
2019年3月、YouTubeは『インフォウォーズ』のライブストリームを再アップロードしたレジスタンス・ニュース・チャンネルを停止した。2019年5月1日、ジョーンズはFacebookおよびInstagramの利用を禁止された。ジョーンズは一時的にDliveへと移動したが、2019年4月にコミュニティ・ガイドライン違反のために停止された。
2020年3月、Google Play StoreはジョーンズがCOVID-19のパンデミックに関する誤情報を広めたことにより『インフォウォーズ』のアプリを削除した。Googleの広報担当者は「Play Storeでの誤情報との戦いはチームの最優先事項」であり、Playのポリシー違反である「誤解を招く情報や有害な情報を配布」に抵触するアプリはストアから削除されると述べた。
2023年12月9日、X（旧：Twitter）アカウントの凍結が解除された。X社CTOのイーロン・マスクがジョーンズのXアカウントの凍結を解除すべきかどうかのアンケートを投稿し、7割以上が賛成票を投じたことから解除に至った。

## 私生活
ジョーンズは2015年3月に離婚したケリー・ジョーンズ（Kelly Jones）とのあいだに子供を3人もうけている。ジョーンズは2017年にエリカ・ウルフ・ジョーンズ（Erika Wulff Jones）と結婚し、新たな子をもうけている。2017年、ケリーは元夫の行動を理由に子供たちの単独または共同親権を要求した。ケリーは「彼は安定した人物ではない」、「私は彼が下院議員（アダム・シフを脅迫し、凶暴な行動をとっているのではないかと心配している」と主張した。ジョーンズの弁護士は「彼はキャラクターを演じている」と表現し、ジョーンズを「パフォーマンスアーティスト」と表現した。ジョーンズ自身は番組内でキャラクターを演じていることを否定し、番組を「最も誠実で、ハードコアで、リアル・マッコイであり、誰もがそれを知っている」と評した。法廷でジョーンズは自身の弁護士の声明に概ね同意したが、メディアの「パフォーマンスアーティスト」という言葉の解釈には同意できないことを表明した。ケリーは子供たちの居住地の決定権が認められたものの、アレックスの面会権は維持された。2020年4月、ケリーはジョーンズが議会議事堂の集会を指導してマスクをしていない支持者に囲まれ、COVID-19を捏造と主張したことを受けて次の2週間の娘たちの保護を求めて緊急申立を行ったが、州地方裁判所判事によって却下された。
息子のレックス・ジョーンズ（Rex Jones）は『インフォウォーズ』で働いており、銃規制と『バズフィード・ニュース』を批判するビデオでメディアの注目を集めている。
2020年3月10日、ジョーンズはテキサス州で飲酒運転で逮捕された。オースティンのトラヴィス郡刑務所はジョーンズがBクラスの軽罪である飲酒運転で起訴されたことを明かした。その後ジョーンズは「私的な誓約保証金」によって保釈された。

## その他
俳優のチャーリー・シーン、ヘヴィメタルバンドメガデスのデイヴ・ムステインとは友人であり、番組で何度もインタビューを行っている。

## 番組の主なゲスト
- バズ・オルドリン － NASAの宇宙飛行士、歴史上初めて人類を月面に到達させたアポロ11号の搭乗員。
- ジョセフ・スティグリッツ － 経済学者、ノーベル経済学賞受賞者。元世界銀行副総裁として、IMFや世銀が途上国の国有資産を民営化させることを目的に、初めから返却不可能を見込んで資金貸しを行っていることを暴露し波紋を呼んだ。
- ノーム・チョムスキー － 言語学者、思想家。 マサチューセッツ工科大学教授。合意の形成 (Manufacturing Consent)において1920年代のリベラル派知識人、特にウォルター・リップマンに焦点を当て、いかに支配エリートが行動主義心理学など最先端の科学を用いて大衆の行動を統御し、それを正当化していたかを分析し、様々な合意形成の手法をPropaganda model (プロパガンダ・モデル)として体系化した。
- パット・ブキャナン － 政治解説者。ニクソン政権、フォード政権、レーガン政権において大統領のシニアアドバイザーを務めた。
- ロン・ポール － 共和党大統領候補者、「連銀を廃止せよ」運動 (End The Fed) の提唱者。
- デニス・クシニッチ － 民主党下院議員、ジョージ・W・ブッシュ大統領の弾劾決議案を米連邦議会下院に提出した。
- ラルフ・ネーダー － 元緑の党公認大統領候補者、アメリカの二大政党独裁制を批判。
- ゲーリー・ジョンソン － 元ニューメキシコ州知事。リバタリアン党から2012年、2016年大統領選挙出馬。
- 藤田幸久 － 参議院議員、9-11事件の第7ビルの不可解な崩壊や、FBIの重要指名手配犯リストのオサマ・ビン・ラディンの容疑欄に同時多発テロの記載がないことなどを国会で追及した。
- ジェシー・ベンチュラ － 元ミネソタ州知事、9-11内部犯行説を支持。
- アンドレアス・フォン・ビューロー - ドイツ社会民主党元連邦議会議員。ヘルムート・シュミット政権で国防省政務次官(1976年-1980年)、研究科学大臣 (1980-1982) を務めた。9-11ハイジャック犯とCIAの関わりを指摘した著書『CIAと9-11事件』は論争を巻き起こした。9-11内部犯行説を支持。
- マイケル・ミーチャー - イギリス労働党議員。元ブレア内閣のナンバー3で環境大臣を務めたオールド・レイバーの有力者だったが2003年にイギリスのイラク戦争参戦に激しく抗議したため解任される。9-11内部犯行説を支持。
- デイビッド・アイク － イギリスの著述家、9.11内部犯行説を支持。
- ハミード・グル - 元パキスタン軍統合情報局 (ISI) 局長。オサマ・ビン・ラディンと個人的な交友を持っており、彼が既に何年も前に死んでいたこと、オバマ政権のビン・ラディン殺害オペレーションが完全なプロパガンダであることを主張した。9-11内部犯行説を支持。
- スティーブ・ピチェニック - 元アメリカ国務省職員。オサマ・ビン・ラディンがマルファン症候群という持病を持っており9-11事件の前にCIAの医師による治療をドバイの病院で受けていたこと、2001年の暮れには既に死んでいたことを明らかにした。9-11内部犯行説を支持。
- ナイジェル・ファラージ － 元英国独立党党首。英国における反EU運動の先駆者。
- ラッセル・ミーンズ － ラコタスー族の活動家でインディアン権利団体アメリカインディアン運動 (AIM) のスポークスマン。
- マックス・カイザー － 金融ジャーナリスト。「銀を買ってJPモルガンを潰そう」運動 (Crash JP Morgan Buy Silver) の提唱者。
- ピーター・シフ － 経済評論家。ユーロ・パシフィック・キャピタル社社長。オーストリア学派支持者で金本位制への回帰を唱える。
- デヴィッド・リンチ － 映画監督。
- チャールトン・ヘストン － 俳優、全米ライフル協会 (NRA) 会長。
- チャック・ノリス － 武道家、俳優。
- ラッセル・ブランド － コメディアン、俳優。
- ゴア・ヴィダル － 文学者。
- マシュー・ベラミー － イギリスのロックバンドMUSEのボーカル。
- ビリー・コーガン － オルタナティブ・ロックバンドスマッシング・パンプキンズのボーカル。
- テッド・ニュージェント － ギタリスト。全米ライフル協会会員。

## 作品

### 映画
| 年   | タイトル                                                                  |
| ---- | ------------------------------------------------------------------------- |
| 1998 | America: Destroyed by Design                                              |
| 1999 | Police State 2000                                                         |
| 1999 | Are You Practicing Communism?                                             |
| 2000 | America Wake Up or Waco                                                   |
| 2000 | The Best of Alex Jones                                                    |
| 2000 | Dark Secrets Inside Bohemian Grove                                        |
| 2000 | Police State II: The Takeover                                             |
| 2001 | Comprehensive Annual Financial Reports: Exposed                           |
| 2001 | 911 The Road to Tyranny: Special Emergency Release                        |
| 2002 | 911 The Road to Tyranny                                                   |
| 2002 | The Masters of Terror: Exposed                                            |
| 2003 | Matrix of Evil                                                            |
| 2003 | Police State 3: Total Enslavement                                         |
| 2004 | American Dictators: Documenting the Staged Election of 2004               |
| 2005 | Martial Law 9-11: Rise of the Police State                                |
| 2005 | The Order of Death                                                        |
| 2006 | TerrorStorm: A History of Government-Sponsored Terrorism                  |
| 2007 | Endgame: Blueprint for Global Enslavement                                 |
| 2007 | Endgame 1.5                                                               |
| 2007 | TerrorStorm: A History of Government-Sponsored Terrorism - Second Edition |
| 2007 | Loose Change: Final Cut by Dylan Avery                                    |
| 2008 | The 9/11 Chronicles: Part 1, Truth Rising                                 |
| 2008 | Fabled Enemies by Jason Bermas                                            |
| 2009 | DVD Arsenal: The Alex Jones Show Vols. 1—3                                |
| 2009 | The Obama Deception                                                       |
| 2009 | Fall of the Republic: Vol. 1, The Presidency of Barack H. Obama           |
| 2009 | Reflections and Warnings: An Interview with Aaron Russo                   |
| 2010 | Police State IV: The Rise Of FEMA                                         |
| 2010 | Invisible Empire: A New World Order Defined by Jason Bermas               |
| 2010 | The Fall of America and the Western World by Brian Kraft                  |
| 2012 | New World Order: Blueprint of Madmen                                      |

### 著作
| 2002 | 9-11: Descent Into Tyranny |